# Ambavia
Ambavia là chi thực vật có hoa trong họ Annonaceae.

## Các loài
Hai loài đặc hữu Madagascar như liệt kê dưới đây.
- Ambavia capuronii (Cavaco & Keraudren) Le Thomas, 1972 - Loài điển hình.
- Ambavia gerrardii (Baill.) Le Thomas, 1972